# Lasioglossum majus
Lasioglossum majus là một loài Hymenoptera trong họ Halictidae. Loài này được Nylander mô tả khoa học năm 1852.